# Szűz Mária-fatemplom (Létka)
A Szűz Mária-fatemplom műemlékké nyilvánított épület Romániában, Szilágy megyében. A romániai műemlékek jegyzékében az  SJ-II-m-B-20251 sorszámon szerepel.